# Je suis Marie
Pour plus de détails, voir Fiche technique et Distribution.
Je suis Marie (Jag är Maria) est un film dramatique suédois réalisé par Karsten Wedel, sorti en 1979. 
Écrit par Göran Setterberg, le scénario du film est une adaptation du roman de Hans-Eric Hellberg.

## Synopsis
Marie est une fillette de 12 ou 13 ans qui vit en ville avec sa mère divorcée. Mais celle-ci décide un jour de tenter une nouvelle vie de couple et elle envoie sa fille chez son oncle et sa tante, dans la campagne suédoise. Marie part seule en train, le cœur serré.
À sa nouvelle école, elle se lie bientôt d'amitié avec Pia, une compagne alerte et rieuse avec qui elle s'amuse beaucoup. Mais sa tante sévère et puritaine voit cette amitié d'un très mauvais œil et lui interdit de fréquenter Pia, dont la famille ne se préoccupe pas assez à son goût des « bonnes mœurs ». Marie reporte alors son affection sur Jon, un vieil homme solitaire que tout le village considère comme un original, ou même comme un fou dont on se moque cruellement. Marie découvre que cet homme est parfaitement sain d'esprit, et qu'il manque tout simplement d'un peu d'amour. Une étrange complicité naît ainsi entre ces deux êtres. Jon peint à l'occasion quelques toiles, qu'il ne songe nullement à vendre. L'amitié de Marie stimule son inspiration et il lui dédie à présent les plus belles de ses œuvres. 
Jusqu'au jour où les marchands de tableaux découvrent par hasard cette source de profit inespérée et où les critiques d'art s'extasient sur ce génie méconnu. Journalistes et vendeurs affluent chez lui et cherchent à lui faire vendre ses toiles en lui offrant un véritable pont d'or. Mais Jon ne veut rien savoir: c'est pour Marie et pour elle seule qu'il a peint ses plus belles œuvres. Finalement, excédé, il expulse tous les solliciteurs à coups de pied au derrière et jette par la fenêtre les caméras de la télévision. 
Et le film s'achève sur la scène où Marie, venue rendre visite comme de coutume à son ami, le voit emmené par la police dans un fourgon cellulaire. Obnubilé par les seules valeurs marchandes, le monde des adultes "normaux" a ruiné le bonheur de deux êtres qui avaient voulu vivre à leur manière le don réciproque de leur amitié, de leur affection et de leur tendresse.

## Fiche technique
- Titre : Je suis Marie
- Titre original : Jag är Maria
- Réalisation : Karsten Wedel
- Scénario : Göran Setterberg et Karsten Wedel d'après le roman de Hans-Eric Hellberg
- Musique : Bengt Edqvist et Börje Sandquist
- Photographie : Rune Ericson
- Montage : Mischa Gavrjusjov et Karsten Wedel
- Société de production : Drakfilm Produktion, Treklövern et WedelFilm
- Pays de production :  Suède
- Genre : Drame
- Durée : 94 minutes
- Date de sortie : 
  - Suède : 15 décembre 1979

## Distribution
- Lise-Lotte Hjelm : Maria
- Peter Lindgren : Jon
- Helena Brodin : Maj-Britt
- Frej Lindqvist : Lennart
- Claire Wikholm : la mère de Maria
- Anita Ekström : Anna
- Malin Åman : Pia
- Stig Engström : Sixten
- Bodil Mårtensson : Ulla
- Per Flygare : le professeur
- Björn Strand : Staffan
- Lars Dejert : Lasse
- Richard Ihrestam : Daniel
- Thomas Paulsson : Christiansson
- Torsten Föllinger : le docteur Kruse